# Paolo Manna
Paolo Manna (16 de janeiro de 1872 – 15 de setembro de 1952) foi um sacerdote católico romano italiano, membro do Pontifício Instituto para as Missões Estrangeiras (PIME) e fundador da União Missionária Pontifícia. Manna trabalhou nas missões na Birmânia e chegou a servir como Superior Geral do PIME. Ele fez muito em sua vida para promover as missões e o zelo evangélico e apostólico que as acompanhava, estabelecendo jornais e movimentos para ajudar a promover esse apostolado carismático. Manna também ocupou várias posições de liderança no PIME e usou essa posição para se engajar ainda mais com futuros missionários.
A causa de beatificação de Manna começou em 23 de agosto de 1973, sob o Papa Paulo VI, quando ele foi intitulado Servo de Deus. Posteriormente, o Papa João Paulo II o declarou Venerável em 1989 e o beatificou em 2001.

## Biografia
Paolo Manna nasceu em 16 de janeiro de 1872, em Avellino, como o quinto de seis filhos de Vincenzo Manna e Lorenza Ruggiero. Dois de seus tios eram sacerdotes, assim como um irmão mais velho; um tio estava em Nápoles e o outro em Avellino, na igreja de San Stefano del Sole. Sua mãe faleceu em 1874. Manna foi batizado na Catedral de Avellino em 17 de janeiro e recebeu a Confirmação e a Primeira Comunhão em 1886.
Ele recebeu sua educação inicial em Avellino e em Nápoles, onde estudou as línguas latina e grega. Manna iniciou seus estudos filosóficos no Colégio Gregoriano, em Roma, em 1889, e, em 1891, começou sua formação teológica em Milão. Foi ordenado sacerdote no Duomo de Milão em 19 de maio de 1894, pelo ex-arcebispo de Milão, Paolo Angelo Ballerini.
Em 27 de setembro de 1895, Manna partiu para as missões em Taungû, na Birmânia, saindo de Trieste em 3 de outubro e chegando ao destino em 26 de outubro. Trabalhou lá até 4 de julho de 1907, tendo que retornar à sua terra natal em três ocasiões devido a crises de tuberculose. Em 1908, tornou-se editor da revista "Le Missioni Cattoliche" (As Missões Católicas) e, em 1914, iniciou a publicação de "Propaganda Missionaria", que se tornou um jornal popular.
Em 1916, fundou um movimento religioso para promover e fomentar o conhecimento das missões, buscando conselhos de Guido Maria Conforti, que também fundou um movimento semelhante. Esta congregação se espalhou rapidamente, especialmente após o Papa Bento XV recomendar sua presença em todas as dioceses na encíclica "Maximum Illud", emitida em 1919. Nesse mesmo ano, fundou a "Italia Missionaria" para adolescentes aprenderem sobre as missões e criou um instituto educacional para seminaristas em Ducenta, Caserta, para fomentar vocações missionárias. Durante uma década – de 25 de agosto de 1924 até 25 de outubro de 1934 – serviu como Superior Geral do PIME em Milão.
Em 1926, por iniciativa do Papa Pio XI, o PIME milanês uniu-se a um ramo missionário em Roma, formando um movimento PIME mais universal. De 9 de novembro de 1927 a 14 de fevereiro de 1929, fez uma longa viagem às missões na África e nos Estados Unidos. Em 1943, fundou a revista "Vegna il Tuo regno". A ordem que fundou recebeu o título de "Pontifícia" após o Papa Pio XII permitir a concessão desse título em um decreto de 1956.
Manna faleceu em Nápoles em 15 de setembro de 1952; seus restos mortais foram transferidos para Ducenta após exumação em 23 de junho de 1961. Ele sofreu problemas de saúde em 1952 e passou por uma cirurgia em 13 de setembro, mas faleceu devido a complicações. O Papa João Paulo II visitou o túmulo do sacerdote em 13 de dezembro de 1990.

## Veneração de beatificação
O processo de beatificação foi iniciado em 23 de agosto de 1973, sob o Papa Paulo VI, após a Congregação para as Causas dos Santos emitir o "nihil obstat" oficial para a causa e declarar Manna como Servo de Deus. O Cardeal Corrado Ursi inaugurou o processo cognicional em Nápoles em 4 de maio de 1973 e supervisionou seu encerramento bem-sucedido em 1976. Os teólogos aprovaram os escritos espirituais de Manna em 15 de fevereiro de 1980, e a Congregação validou o processo cognicional em 1981. A "Positio" foi apresentada à Congregação em 1985. Os teólogos aprovaram a causa em 10 de maio de 1988, assim como a Congregação em 10 de janeiro de 1989. O Papa João Paulo II confirmou a vida de virtudes heroicas do sacerdote falecido e o declarou Venerável em 18 de fevereiro de 1989.
O milagre para a beatificação foi investigado e posteriormente validado pela Congregação em 29 de setembro de 1995. A junta médica aprovou o milagre em 9 de março de 2000, seguido pelos teólogos em 27 de outubro de 2000 e, mais tarde, pela Congregação. João Paulo II reconheceu a cura como um milagre e beatificou Manna na Praça de São Pedro em 4 de novembro de 2001.

## Publicações
Manna escreveu diversos livros e folhetos. Suas propostas sobre o trabalho nas missões anteciparam os desenvolvimentos do Concílio Vaticano II, especialmente as declarações em "Ad Gentes" 2: 39. Ele dedicou toda a sua vida à promoção das missões, ao mesmo tempo em que se opunha a todas as formas de imperialismo cultural.
Manna publicou:
- Missionari autem Pauci[7]
- The Separated Brethren (1941)[7]
- Apostolic Virtues (1943)[7]